# New Castle (Virginia)
New Castle is een plaats (town) in de Amerikaanse staat Virginia, en valt bestuurlijk gezien onder Craig County.

## Demografie
Bij de volkstelling in 2000 werd het aantal inwoners vastgesteld op 179.
In 2006 is het aantal inwoners door het United States Census Bureau geschat op 174, een daling van 5 (-2,8%).

## Geografie
Volgens het United States Census Bureau beslaat de plaats een oppervlakte van
0,4 km², geheel bestaande uit land. New Castle ligt op ongeveer 403 m boven zeeniveau.

## Plaatsen in de nabije omgeving
De onderstaande figuur toont nabijgelegen plaatsen in een straal van 24 km rond New Castle.